# Andrew Fire
Andrew Zachary Fire, född 27 april 1959 i Palo Alto, Kalifornien, USA, är en amerikansk mikrobiolog och forskare inom genetik som mottog Nobelpriset i fysiologi eller medicin år 2006. Fire är för närvarande (2006) verksam vid Stanford-universitetet.
Fire delade priset med Craig C. Mello. De fick priset för upptäckten av fenomenet RNA-interferens, ofta förkortat RNAi. RNA är vanligen enkelsträngat, men det förekommer dubbelsträngat RNA. RNA-interferens innebär att sådant dubbelsträngat RNA kan tysta en gen, så den inte uttrycks och alltså inte kan utöva någon påverkan på organismen. Detta kan ses som ett slags immunförsvar för genomet. Fire har studerat fenomenet med rundmasken C. elegans som modellorganism.

## Biografi
Fire föddes på Stanford Hospital och växte upp i Sunnyvale, Kalifornien. Han tog en kandidatexamen i matematik 1979 vid Berkeley-universitetet. Vid 19 års ålder gick han på Massachusetts Institute of Technology där han blev fil. dr. i biologi 1983.
Fire blev senare en Helen Hay Whitney Postdoctoral Fellow i Cambridge i England där han arbetade på ett MRC-laboratorium för molekylärbiologi. Laboratoriegruppen leddes av nobelpristagaren Sydney Brenner. Mellan 1986 och 2003 var Fire anställd på Carnegie Institution of Washington’s Department of Embryology i Baltimore. 
De första resultaten med dubbelsträngad DNA som utlösande faktor för nedsläckning av gener publicerades medan Fire och hans grupp arbetade på Carnegie Labs. Fire var adjunct professor på avdelningen för biologi vid Johns Hopkins University med start 1989 och gick med i fakulteten vid Stanford 2003. Under hela hans karriär har alla hans större arbeten stötts finansiellt av US National Institutes of Health.
Han är medlem i National Academy of Sciences och American Academy of Sciences. Han är också medlem i Board of Scientific Counselors och National Center for Biotechnology vid US National Institutes of Health.